# Helecha de Valdivia
Helecha de Valdivia ist ein spanischer Ort in der Provinz Palencia der Autonomen Gemeinschaft Kastilien und León. Der Ort gehört zu Pomar de Valdivia, er befindet sich vier Kilometer nördlich vom Hauptort der Gemeinde. Helecha de Valdivia ist über die Straße PP-6301 zu erreichen.

## Sehenswürdigkeiten
- Spätromanische Pfarrkirche San Pantaleón